# بالتالی (چیلدیر)
بالتالی (به ترکی استانبولی: Baltalı) یک منطقهٔ مسکونی در ترکیه است که در چیلدیر واقع شده‌است.